# Enrico Battaglin
Enrico Battaglin (Marostica, 17 november 1989) is een voormalig Italiaans professioneel wielrenner.
Hij werd beroepsrenner in 2012 en won als stagiair bij Colnago-CSF Inox in 2011 een aantal wedstrijden, waaronder de Coppa Sabatini. Tijdens zijn tweede Ronde van Italië, die van 2013, wist hij de vierde etappe op zijn naam te schrijven. Ook het jaar daarop, in 2014, slaagde hij erin een zware bergrit te winnen in de Ronde van Italië. Zijn derde ritzege in de Giro behaalde hij in 2018.

## Overwinningen
2009
Giro delle Valli Aretine
2010
GP San Giuseppe
1e etappe Giro delle Regioni
Eindklassement Giro delle Regioni
GP Capodarco
2011
Trofeo ZSŠDI
GP San Giuseppe
Coppa Sabatini
GP Ezio del Rosso
2012
1e etappe deel B Ronde van Padanië (ploegentijdrit)
2013
4e etappe Ronde van Italië
2014
14e etappe Ronde van Italië
2018
5e etappe Ronde van Italië

## Resultaten in voornaamste wedstrijden
| Jaar | Ronde van Italië | Ronde van Frankrijk | Ronde van Spanje |
| ---- | ---------------- | ------------------- | ---------------- |
| 2012 | 74e              |                     |                  |
| 2013 | opgave (1)       |                     |                  |
| 2014 | 52e (1)          |                     |                  |
| 2015 | opgave           |                     |                  |
| 2016 | 42e              |                     | opgave           |
| 2017 | 64e              |                     |                  |
| 2018 | 34e (1)          |                     |                  |
| 2019 | 66e              |                     | 113e             |
| 2020 | 46e              |                     |                  |
| 2021 | 85e              |                     |                  |
| 2022 |                  |                     |                  |

| Jaar | Milaan-San Remo | Gent-Wevelgem | Amstel Gold Race | Luik-Bast.‑Luik | Ronde van Lombardije | Waalse Pijl | Brabantse Pijl |  | Wereldranglijsten |
| ---- | --------------- | ------------- | ---------------- | --------------- | -------------------- | ----------- | -------------- |  | ----------------- |
| 2012 | opgave          |               |                  |                 | opgave               |             |                |  |                   |
| 2013 | 112e            |               |                  |                 |                      |             |                |  |                   |
| 2014 | 43e             |               | opgave           |                 | 58e                  |             |                |  |                   |
| 2015 | 96e             |               | 108e             |                 |                      |             | 88e            |  |                   |
| 2016 | 29e             |               | 54e              | 46e             | opgave               | 67e         |                |  | 226e (UWT)        |
| 2017 | 43e             |               | 40e              | 57e             | 60e                  |             | 51e            |  | 180e (UWT)        |
| 2018 | 50e             |               |                  |                 |                      |             | 31e            |  | 106e (UWT)        |
| 2019 | 37e             |               | 25e              | 38e             | 77e                  | 84e         |                |  |                   |
| 2020 |                 |               |                  |                 | 43e                  |             |                |  |                   |
| 2021 | 68e             |               |                  |                 |                      |             |                |  |                   |
| 2022 |                 | opgave        | opgave           |                 |                      |             |                |  |                   |

## Ploegen
- 2011 –  Colnago-CSF Inox (stagiair vanaf 1-8)
- 2012 –  Colnago-CSF Inox
- 2013 –  Bardiani Valvole-CSF Inox
- 2014 –  Bardiani CSF
- 2015 –  Bardiani CSF
- 2016 –  Team LottoNL-Jumbo
- 2017 –  Team LottoNL-Jumbo
- 2018 –  Team LottoNL-Jumbo
- 2019 –  Team Katjoesja Alpecin
- 2020 –  Bahrain McLaren
- 2021 –  Bardiani-CSF-Faizanè
- 2022 –  Bardiani-CSF-Faizanè

Andreetta · Barbin · Battaglin · Boem · Bongiorno · Chirico · Colbrelli · Manfredi · Piechele · Pirazzi · Ruffoni · Simion · L.Sterbini · S.Sterbini · Tonelli · Zardini
Battaglin · Bennett · Bouwman · Campenaerts · Castelijns · van Emden · Gesink · Goos · Groenewegen · Hofland · Keizer · Kelderman · Kruijswijk · Lammertink · Leezer · Lindeman · Martens · Roglič · Roosen · Tankink · Teunissen · Tjallingii · Van Asbroeck · Vanmarcke · Vermeulen · Wagner · van Winden · Wynants
Battaglin · Bennett · Boom · Bouwman · Campenaerts   · Castelijns · Clement · De Tier · van Emden · Gesink · Groenewegen · Jansen · Keizer · Kruijswijk · Lammertink · Leezer · Lindeman · Lobato · Martens · Olivier · Roglič · Roosen · Tankink · Tolhoek · Van den Broeck · Van Hoecke · Vermeulen · Wagner · Wynants · Janssen (stagiair)
Battaglin · Bennett · Boom · Bouwman · Clement · De Tier · Eenkhoorn · van Emden · Gesink · Groenewegen · Jansen · Kruijswijk · Kuss · Leezer · Lindeman · Martens · Olivier · van Poppel · Powless · Roglič · Roosen · Tankink · Tolhoek · Van Hoecke · Wagner · Wynants
Battaglin · Biermans · Boswell · Cras · Debusschere · Dowsett · Fabbro · Gonçalves · Guerreiro · Haas · Haller · Hollenstein · Kittel · Koeznetsov · Kotsjetkov · Navarro · Politt · Smit · Špilak · Strachov · Tanfield · Würtz Schmidt · Zabel · Zakarin
Arashiro · Battaglin · Bauhaus · Bilbao · Bole · Buitrago · Capecchi · Caruso · Cavendish · Colbrelli · Davies · Feng · García Cortina · Haller · Haussler · Inkelaar · Landa · Mohorič · Novak · Padoen · Pernsteiner · Pibernik · Poels · Sieberg · Teuns · Tratnik · Valls · Williams · Wright
Battaglin · Bonillo · Cañaveral · Colnaghi · Covili · El Gouzi · Fiorelli · Gabburo · Marcellusi · Martinelli · Mazzucco · Modolo · Mulubrhan (vanaf 21/4) · Nieri · Pellizzari · Pinarello · Rastelli · Santaromita · Tarozzi · Tolio · Tonelli · Trainini (tot 5/4) · Visconti (tot9/3) · Zana · Zanoncello · Zoccarato · Magli (stagiair)